# Abaújszántó
Abaújszántó è una città dell'Ungheria di 3 407 abitanti (dati 2001). È situata nella contea di Borsod-Abaúj-Zemplén.
Qua nacque l'esperantista Kálmán Kalocsay.